# Kálmán Mihalik
Kálmán Mihalik  (Oravicabánya 21 februari 1896 – Szeged, 6 september 1926) Hongaarse arts en componist. Mihalik is vooral bekend in Hongarije en Transsylvanië als componist van het volkslied van het Szeklerland, een etnisch Hongaarse regio in het midden van Roemenië.

## Levensloop
De moeder van Kálmán Mihalik was afkomstig uit de Csíkszék, Szeklerland tegenwoordig in Roemenië, zijn vader was een burgerman uit Kassa (Košice) tegenwoordig in Slowakije. Hij doorliep de middelbare school en de studie geneeskunde in Kolozsvár (Cluj-Napoca), tegenwoordig in Roemenië. 
De eerste zes jaar van het gymnasium doorliep hij tussen 1906 en 1912 aan het Piaristengymnasium in Kolozsvár, het leerjaar 1912/1913 (VII. klas) onderbrak hij zijn studie. Daarna vervolgde hij in 1913/1914 zijn leergang aan het Unitarische hoofdgymnasium van Kolozsvár terwijl hij voor zijn Rooms Katholieke godsdienstlessen weer naar het Piaristengymnasium ging. In 1915 behaalde hij zijn eindexamen waarna hij naar de Universiteit van Kolozsvár ging om geneeskunde te gaan studeren. Zijn studie moest hij onderbreken door het uitbreken van de Eerste Wereldoorlog. Volgens sommige bronnen bracht hij vier jaar door aan het front. 
In 1918 verhuisde hij samen met de staf en studenten van de (Hongaarstalige) Universiteit van Kolozsvár (dat in Roemeense handen kwam) naar Boedapest en vervolgens belandde hij in 1920 net als de rest van de universitaire staf en studenten in Szeged. Hij werd arts-onderzoeker aan de Universiteit en werkte als assistent docent naast professor Béla Reinbold. 
In 1921 schreef hij op een liedtekst van György Csanády het volkslied van de Szeklers, het Székely himnusz. Meerdere bronnen bevestigen dat het lied in 1922 voor het eerst ten gehore werd gebracht tijdens een congres van de Szekler studentenbond voor universiteits- en hogeschoolstudenten (Székely Egyetemista és Főiskolai Hallgatók Egyesülete; SZEFHE).
Het lied werd het tweede volkslied voor de Szeklers-Hongaarse bevolking van Transsylvanië. In 2009 werd het officieel aangenomen als volkslied voor het Szeklerland. 
Amper 26 jaar oud overleed hij aan tyfus en werd in Szeged begraven. Zijn graf is versierd met een kruis met houtsnijwerk en is te vinden op de binnenstedelijke begraafplaats van Szeged.  
De Transsylvanië Kring van Szeged richtte in 1991 de Kálmán Mihalik Stichting op, deze ondersteund talentvolle jongeren uit Transsylvanië. 